# Shturm 2002
Le Shturm 2002 (Штурм 2002) est un club russe de water-polo et de natation synchronisée, créé en 2002 à Tchekhov (oblast de Moscou).

## Historique
Alors que le club est créé en juin 2002, son équipe masculine de water-polo finit deuxième du championnat de Russie dès sa première saison pour atteindre la finale à quatre de l'Euroligue de water-polo en 2004.
Elle remporte son premier titre national de champion en 2005, suivi du doublé coupe et championnat en 2006.
Pendant la saison 2007-2008, elle gagne son troisième championnat ainsi que le Trophée de la Ligue européenne de natation, la seconde coupe d'Europe des clubs.
En 2009, c'est au tour de l'équipe féminine de s'imposer dans le trophée LEN.

## Palmarès féminin
- 1 trophée LEN : 2009[3].

## Palmarès masculin
- 1 trophée LEN : 2008[2].
- 4 titres de champion de Russie : 2005, 2006[1], 2008[4] et 2009[5].
- 1 coupe de Russie : 2006[1].